# Diestelow
Diestelow is een ortsteil van de Duitse gemeente Goldberg in de deelstaat Mecklenburg-Voor-Pommeren. Tot 1 januari 2012 was Diestelow een zelfstandige gemeente met de Ortsteilen Diestelow, Grambow, Neuhof en Sehlsdorf.